# Neobidessus bolivari
Neobidessus bolivari är en skalbaggsart som beskrevs av Young 1981. Neobidessus bolivari ingår i släktet Neobidessus och familjen dykare. Inga underarter finns listade i Catalogue of Life.